# Ludwig-Roselius-Museum Worpswede
Das Ludwig-Roselius-Museum Worpswede, Lindenallee 5/5a, im Zentrum der niedersächsischen Gemeinde Worpswede, wurde 1971 gebaut und ist eines der vier örtlichen Museen. Aktuell (2025) wird es als Teil der Großen Kunstschau Worpswede genutzt.
Das Gebäude in einer Gruppe (mit Kaffee Worpswede, Großer Kunstschau und Logierhaus) steht unter Denkmalschutz (siehe auch Liste der Baudenkmale in Worpswede).
Namensgeber war der Kaffeehändler und Mäzen Ludwig Roselius, der u. a. auch das Ludwig Roselius Museum in Bremen gefördert hat.

## Geschichte und Beschreibung
Worpswede im Teufelsmoor wurde 1218 erstmals als Besitz des Klosters Osterholz erwähnt. 1889 entstand die Künstlerkolonie Worpswede mit prominenten Mitgliedern wie Otto Modersohn (1865–1943) und Paula Modersohn-Becker (1876–1907).
Die zum Ensemble gehörenden Gebäude Kaffee Worpswede (1925), Logierhaus (1926) und Kunstschau (1927) wurden von Bernhard Hoetger entworfen, der 1914 in den Ort gezogen war.

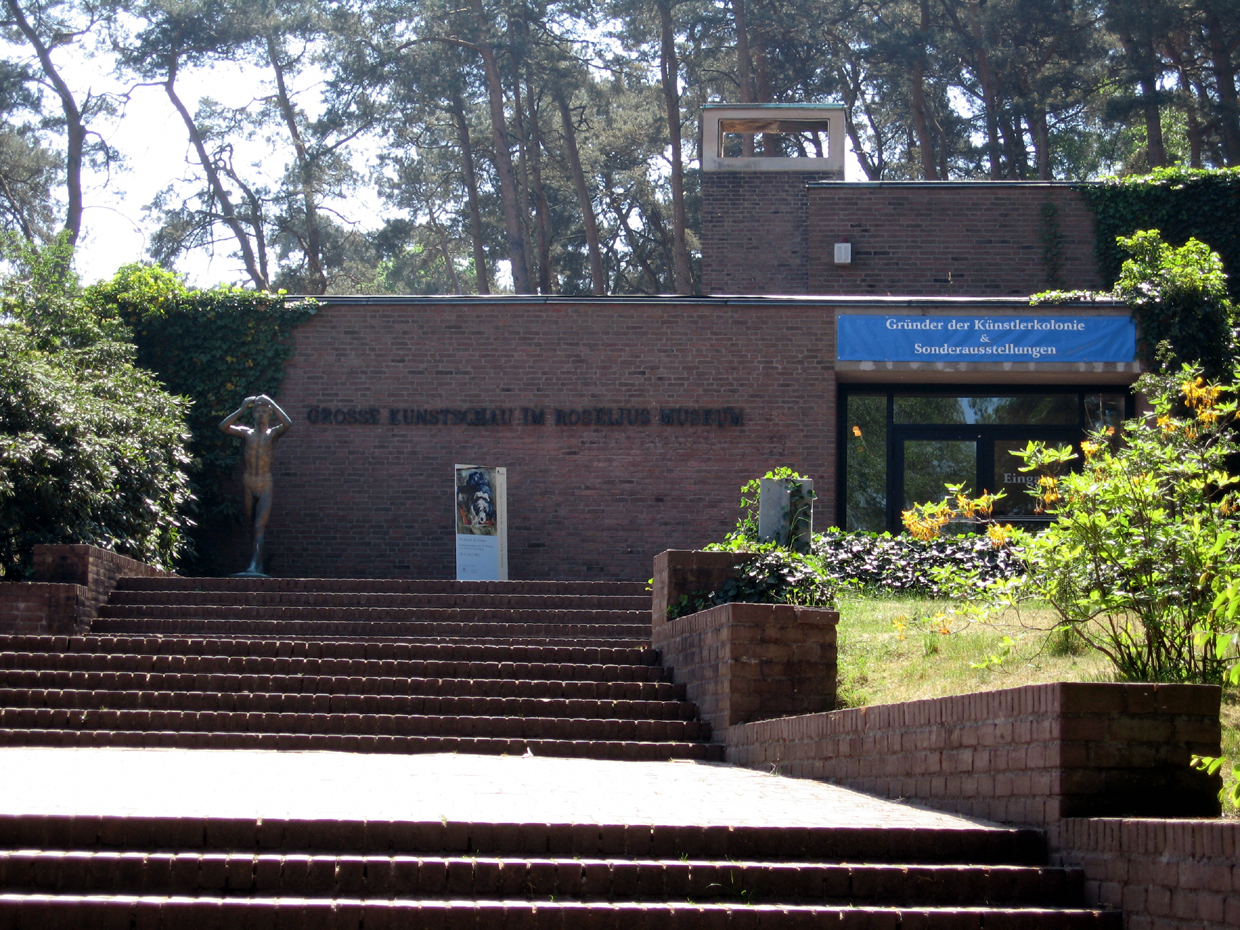

Das weitgehend eingeschossige verklinkerte Gebäude in Backstein und kubischen Formen mit Flachdach wurde 1971 nach Plänen von Gerhard Müller-Menckens (Bremen) als Museumsbau, seit 2011 zur Ergänzung der Kunstschau, als Ludwig-Roselius-Museum für Vor- und Frühgeschichte gebaut. Durch niedrige Zwischentrakte sind die Backsteinbauten Kunstschau, Kaffee, Ludwig-Roselius-Museum und Logierhaus verbunden. Stilistisch passt sich der moderne Anbau an die historische Bausubstanz an. Im modernen Baukörper ist der Haupteingang zum Museum.
Das Landesdenkmalamt befand u. a.: „… An der Erhaltung des Roselius-Museums Worpswede als Teil der in Ortsmitte befindlichen Gesamtanlage des Bernhard-Hoetger-Ensembles besteht aus geschichtlichen und städtebaulichen Gründen ein öffentliches Interesse … .“